# Kan (naslov)
Kan (turkij. khan, gospodar, car), mongolski i turkijski vladarski ili vojni naslov korišten u srednjem vijeku kod nomadskih mongolskih i turkijskih naroda.
Već su ga avarski vladari pridodavali svom imenu. Od islamskih vladara prvi su naslov kana upotrebljavali Karahanidi, a kod Seldžuka je označavao visok plemićki status. Kod Mongola je titulu kagan (hakan; kan kanova) imao vrhovni vladar, od kojih je prvi bio Džingis-kan u 13. stoljeću. Kasnije su titulu kana (ilkana) preuzeli vladari na području Perzije, ali i osmanski i krimski vladari te Protobugari.
Danas se titula kana korsti kao pridjevak uz ime ugledne osobe, osobito u zemljama poput Afganistana, Pakistana, Indije i Bangladeša.